# Валид аль-Хусейни
Валид аль-Хусейни — атеист, эссеист, писатель и блогер из Палестины. В октябре 2010 года Палестинская администрация арестовала его за богохульство в отношении ислама на Facebook и в сообщениях в блогах; его арест получил международное внимание. Позднее он получил политическое убежище во Франции.
В 2013 году он основал Совет бывших мусульман Франции, а в 2015 году написал свою первую книгу The Blasphemer: The Price I Paid for Rejecting Islam о своём опыте.